# Swamp Thing (Band)
Swamp Thing ist eine neuseeländische Bluesrock-Band. Das Duo besteht aus Michael Barker (Schlagzeuger der Gruppen John Butler Trio und Split Enz) und Grant Haua.

## Diskografie
- 2011: Balladeer
- 2013: Primordium[1]
- 2015: Let's Get Live